# Port lotniczy Nkaus
Port lotniczy Nkaus (ang. Nkaus Airport, IATA: NKU, ICAO: FXNK) – port lotniczy zlokalizowany w miejscowości Nkaus, w Lesotho.